# Minnitaki Lake
Minnitaki Lake är en sjö i Kanada.   Den ligger i Kenora District och provinsen Ontario, i den sydöstra delen av landet, 1 300 km väster om huvudstaden Ottawa. Minnitaki Lake ligger 357 meter över havet.
Trakten runt Minnitaki Lake är nära nog obefolkad, med mindre än två invånare per kvadratkilometer.